# 白川古都
白川 古都（しらかわ こと、1995年10月20日 - ）は、日本の女優、タレント。福岡県出身。
株式会社ロコプロダクション所属。

## 略歴
- BSトゥエルビ（BS12）で放映された「福田健次の九州だんじ」内の「九州だんじレディ」の一人として参加。また、BSトゥエルビのゴルフ番組「モアサプライズ」の第3回では「壱岐対馬」のレポート&ナビゲーターを担当。
- 九州最大級 福岡の芸能・モデル・タレント事務所エレガントプロモーションの自社出版ファッション誌「LIRY」の2017年3月発行号では、表紙のうちの一人。同誌内記事で1/2ページ掲載。
- 福岡県・山口県・島根県に計7店舗あるメガネ専門店「クリアコンタクト」（株式会社クリア）のイメージモデルを務めている。
- 九州ビジネスチャンネル（QBC）の企画「美人カレンダー」では、2016年11月5日「縁結びの日」にソロで、2017年1月1日「元日」に「九州だんじレディ」6人で登場している。
- 2017年4月25日から30日まで、福岡市中央区にある「甘棠館Show劇場」にて、舞台「ドブ恋九州」に「ダニチーム」の一員として参加[注釈 1]。
- 2017年5月3日・4日に開催された「博多どんたく」では、「壱岐・対馬フェリー天神北 フェス・ステージ」で司会を務める。
- 2017年10月4日から9日まで、福岡市中央区にある「甘棠館Show劇場」にて、舞台「ドブ恋九州vol.2」に「ダニチーム」の一員として出演[注釈 2]。
- 2017年11月28日から12月3日まで、福岡市博多区にある「ぽんプラザホール」にて、舞台「島へおいでよ」にAチームの一員として出演。
- 2018年5月3日・4日に開催された「博多どんたく」では、「新天町パレード」の横断幕モデルを務める。
- 2018年8月31日、熊本市西区にある「くまもと森都心プラザホール」にて、朗読劇「遠き夏の日」に一員として出演。
- 2019年1月30日から2月3日まで、東京都豊島区にある「大塚萬劇場」にて、劇団虚幻癖#20番外講演「GHOST MIXⅢ」にＡＢ両チームの一員として出演。